# Picture Transfer Protocol
O Picture Transfer Protocol (PTP) é um protocolo de comunicação para transferência de imagens amplamente utilizado, originalmente desenvolvido pelo grupo IT 10 e padronizado pela ISO 15740:2013. O protocolo permite transmitir imagens de uma câmera digital para uma série de aparelhos, como computadores, impressoras, e para a web.